# Every Second Counts
Every Second Counts è il quarto album discografico in studio del gruppo musicale statunitense Plain White T's, pubblicato nel settembre del 2006.
Il disco contiene la hit Hey There Delilah, che era stata già inserita nel precedente disco della band.

## Tracce
1. Our Time Now – 2:50
2. Come Back to Me – 3:23
3. Hate (I Really Don't Like You) – 3:47
4. You and Me – 2:18
5. Friends Don't Let Friends Dial Drunk – 3:22
6. Making a Memory – 2:49
7. So Damn Clever – 3:03
8. Tearin' Us Apart – 2:36
9. Write You a Song – 4:01
10. Gimme a Chance – 2:57
11. Figure It Out – 2:45
12. Let Me Take You There – 3:46
13. Hey There Delilah – 3:52
14. Hold On (iTunes bonus) – 2:40

## Formazione
- Tom Higgenson - voce, chitarra
- Dave Tirio - chitarra
- Tim G. Lopez - chitarra, voce
- Mike Retondo - basso
- De'Mar Hamilton - batteria, percussioni

## Classifiche
- Billboard 200 - #10